# Stenodema virens
Stenodema virens (лат.) — вид клопов-слепняков рода Stenodema из подсемейства Mirinae (Miridae).

## Распространение
Встречается в Палеарктике от Европы и Кавказа до Сибири и Монголии, Казахстана и Центральной Азии (Сирия, Турция, Иран). Stenodema virens широко распространена в Европе, на Ближнем Востоке и Кавказе, простираясь на восток до Якутии, Бурятии, Монголии и северного Китая.

## Описание
Растительноядные клопы удлинённой формы. Длина 6,0—7,1 мм (до 8,5 мм). Отличается следующими признаками: лоб выступает над основанием наличника; лабиум достигает середины тазика, но не превосходит его; задние бёдра отчетливо сужаются к вершине, без шипов, в 6-8 раз длиннее ширины; задние голени изогнуты базально; припухлость на проплевре изогнута; отношение длины антеннального сегмента I к ширине головы у самца 1,0, у самки 0,8—1,0; отношение длины антеннального сегмента I к длине пронотума у самца 0,6—0,7, у самки 0,6—0,8; антеннальный сегмент I не расширен базально, волоски у основания такие же густые, как на других частях этого сегмента; волоски на антеннальном сегменте I простые; отношение длины антеннального сегмента II к ширине головы у самца 2,4—2,6; бороздка на задней части мезоплевр отсутствует; парные ямки между calli отсутствуют; волоски на заднем крае заднего бедра плотнее, чем на других частях бедра, короче половины ширины заднего бедра.

## Таксономия
Вид был впервые описан в 1767 году шведским энтомологом Карлом Линнеем (1707—1778) под названием Cimex virens Linnaeus, 1767.